# 洛克人DASH3 計畫
《洛克人DASH3 計畫》（日語：ロックマンDASH3 PROJECT，Rockman DASH 3 Project）是洛克人系列首款任天堂3DS計劃作品。本作的男女主角设定是完全由玩家投稿至游戏开发工作室网站，并由玩家票选出结果。但是本作已于2011年7月19日由卡普空宣布停止开发。官方给出停止的原因是：「关于本作的开发，现阶段还满足不了应有的条件，因此停止了开发工作」。

## 外部連結
- （日語）遊戲官方網站
- （日語）游戏开发工作室网站（已停止接受玩家投稿）